# Metal Church
Metal Church («Церква металу» (англ.)) — рок-гурт з США.

## Історія
Гурт був створений в 1980 році Куртом Вандерхуфом. Назву Metal Church колектив отримав по назві його квартири в Сан-Франциско, в якій він зі своїми друзями поклонявся металу. Курт хотів прийняти в гурт Ларса Ульріха (майбутнього ударника з Metallica), але той виїхав до Лос-Анджелеса. Нічого особливого вони не змогли зробити, і Курт повернувся у своє рідне місто Абердин. Там в 1981 році він створив гурт Shrapnel зі своїми шкільними друзями — Кірком Аррінгтон на барабанах, Майком Мерфі (вокал) і Крейгом Веллсом на гітарі. Довершив формування складу команди друг Кірка басист Дюк Еріксон. Незабаром Майк Мерфі пішов з Shrapnel і замутив свій проєкт Rogues Gallery. Обов'язки вокаліста Крейг поклав на свого друга Девіда Уейна.
Гурт виконував головним чином кавер-версії відомих метал колективів. Хлопці грали в різних барах, на весіллях і … шкільних танцях. 1983 року Shrapnel перейменовується в Metal Church, і з цього моменту починається офіційна історія гурту.
З 1984 року команда починає записувати свій власний матеріал. Перший виступ гурту відбулося 4-го травня в Абердинському D & R Theater, де він «розігрівав» Rogues Gallery і Melvins. В цьому ж році Metal Church випустив однойменний дебютний альбом на незалежному лейблі Ground Zero. Диск добре продавався і гурт під своє крило взяла Elecktra records. Натхненна команда вирушила у своє перше турне.
У 1986 році Metal Church випустив другий альбом The Dark і вирушила на гастролі разом з Metallica.
В 1987 році Курт перестав грати та записуватися з гуртом, однак продовжив писати для нього композиції. На гітарі його замінив Джон Маршалл.
У 1989 році колектив покинув Девід Уейн, що заснував свій сольний проєкт Reverend. Новим вокалістом став Майк Хоу.
У такому складі Metal Church випустив Blessing in Disguise і вирушив у чергове турне.
У 1991 році тривають гастролі колективу, і виходить новий диск The Human Factor. Тим часом Курт і Кірк заснували проєкт Hall Aflame і випустили на IRS Records альбом Guaranteed Forever.
У 1993 році Metal Church випустив черговий диск Hanging in the Balance і вирушив у тур на його підтримку. Однак, музичний клімат в Америці змінився, раптово метал перестав мати попит, і в результаті гурт було розформовано. Кожен із членів команди зайнявся своєю справою.
У 1997 році Курт і Кірк спільними зусиллями будують студію звукозапису The English Channel. Трохи пізніше вони формують гурт Vanderhoof, випускають однойменний диск і вирушають в європейське турне з Savatage.
У 1998 році колишні члени Metal Church зібралися знову для запису Live, на якому були використані недавно знайдені стрічки періоду розквіту гурту в 80-их. В процесі роботи над диском музиканти вирішили записати також новий студійний альбом. Але після перших сесій пішов Крейг Веллс, а в команду повернувся Джон Маршалл.
В 1999 році Metal Church випустив Masterpeace і на пару місяців вирушив в європейське турне. Однак, Дюк і Кірк не змогли поїхати з гуртом, і замість них були взяті барабанщик Vanderhoof Джеф Уейд і басист Брайен Лейк.

### Студійні альбоми
- Metal Church (1984)
- The Dark (1986)
- Blessing in Disguise (1989)
- The Human Factor (1991)
- Hanging in the Balance (1993)
- Masterpeace (1999)
- The Weight of the World (2004)
- A Light in the Dark (2006)
- This Present Wasteland (2008)
- Generation Nothing (2013)